# داود بن محمود السلجوقي
غياث الدين داود بن محمود بن محمد بن ملكشاه، [المتوفى: 538 هـ] سّلطان سَّلْجوقيّ تولى حُكم بغداد ولفترة وجيزة أذربيجان الإيرانية (1131–1132) في مواجهة أعمامه مسعود طغرل الثاني.
بعد وفاة والده عام 1131 ، تم تنصيب داود سلطانا جديداً. ومع ذلك، عارض أعمامه مسعود وطغرل الثاني ذلك، وفي نفس الوقت تآمروا ضد أحمد سنجر ، وفي ظل رفض سلطة داود، وافق الخليفة المسترشد على سلطته . لكن في نهاية المطاف عام 1132 ، تمت الإطاحة بداود وحل محله عمه طغرل الثاني.

## سيرته
حاول داود استعادة همدان، لكنه هزم وتراجع مع أتابك أق سنقر الأحمديلي إلى أذربيجان. هنا دخل في تحالف مع عمه مسعود. وانتقل داود إلى بغداد حيث وجد دعما من الخليفة. في عام 1133 ، سار داود مع جيش من بغداد ضد همدان. في هذا الوقت، كان مسعود قد بدأ بالفعل حربًا مع طغرل الثاني. فأعلن داود نفسه سلطانًا مرة أخرى. ومع ذلك، عاد مسعود لمواجهته وأوقع به الهزيمة، وأصبح السلطان الجديد، فهرب داود إلى بغداد إلى أن اعترف بسلطان مسعود. فحاول تحريض الخليفة المسترشد على تمرد. لكنهم هُزموا وأسروا. وتمكن داود من الفرار والاختباء في شمال العراق.
عام 1136 انتقل إلى بغداد حيث حرض الخليفة الجديد الراشد على الثورة ضد السلطان مسعود. وتم تنصيب داود مجددا سلطان العراق الجديد. وقف معه عماد الدين زنكي أتابك الموصل وحلب، ودبيس بن صدقة من عشيرة مزيد، أمير البصرة. ومع ذلك، هُزِم الحلفاء من قبل قوات السلطان مسعود، وهزم داود في معركة ميراج. بعد ذلك هرب داود إلى تبريز حيث أصبح حاكما لأذربيجان الجنوبية.

## مقتله
خلال السنوات الست المتبقية من حياته، حكم داود أذربيجان وفي الواقع تخلى عن القتال من أجل السلطنة. كما تصالح مع مسعود، الذي اعترف به رسميًا وريثًا للعرش (ولي العهد). في 1143/1144 لكن قُتل على يد النزاريين غِيلةً عام 1143 في تبريز، ونجا الّذين قتلوه، فلم يقع على خبرهم. 